# Gizem Emre

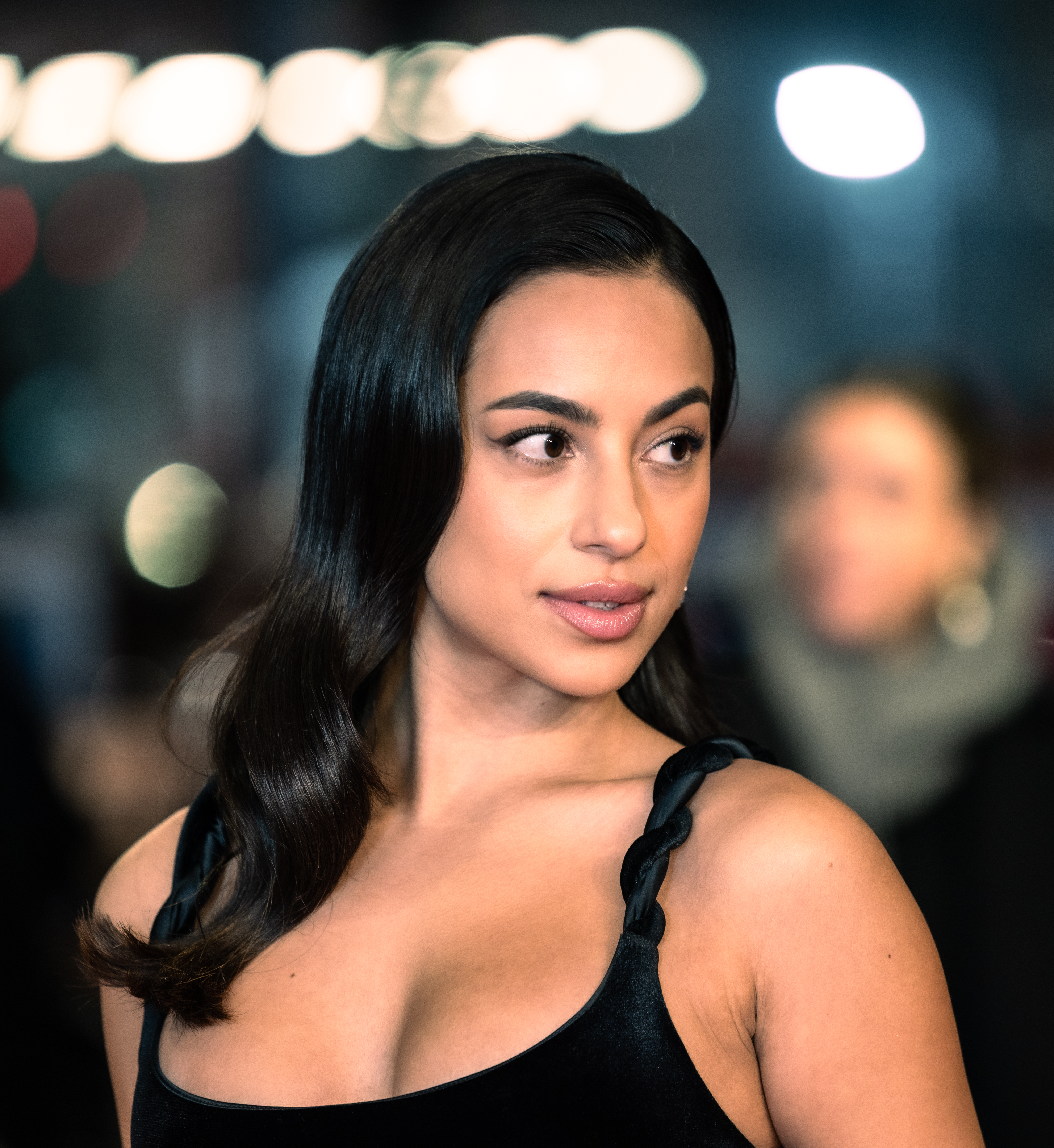
Gizem Emre auf der Berlinale 2025.

Gizem Emre (* 22. Mai 1995 in Berlin) ist eine deutsche Schauspielerin und Model.

## Leben und Werdegang
Emre wuchs in Berlin-Kreuzberg als Tochter kurdischer Eltern aus der Türkei auf. 
Als Kind ging sie zum Schultheater und bewarb sich mit 17 Jahren bei einer Schauspielagentur. 
Sie gab 2013 ihr Debüt als Schauspielerin in Trinken oder Ausziehen. Bekannt wurde sie durch ihre Beteiligung am Erfolgsfilm Fack ju Göhte, in dem sie die Rolle der Zeynep übernahm. In den Fortsetzungen Fack ju Göhte 2 und Fack ju Göhte 3 sowie dem Spin-off Chantal im Märchenland übernahm sie die Rolle erneut. Seit dem Jahr 2014 ist sie als Dana Wegner in der Fernsehserie Alarm für Cobra 11 – Die Autobahnpolizei zu sehen. 
2015 spielte sie in sieben Folgen in der türkischen Historien-Fernsehserie Muhteşem Yüzyıl: Kösem die Rolle der osmanischen Harems-Sklavin Yasemin Hatun.
In der Fernsehserie Crystal Wall (2025) ist sie in der Rolle der Dita d'Onofrio zu sehen.
Im Jahr 2024 wurde sie für die Verleihung des Deutschen Filmpreises als eine von sieben Co-Gastgebern ausgewählt.
Emre lebt in Berlin und ist seit Sommer 2021 mit dem Fußballspieler Christopher Lenz liiert.

## Filmografie (Auswahl)
- 2013: Fack ju Göhte
- 2014: Nicht mein Tag
- 2014: Die Deutschlehrerin
- seit 2014: Alarm für Cobra 11 – Die Autobahnpolizei (Fernsehserie)
- 2015: Super-Dad (Fernsehfilm)
- 2015: As If We Were Somebody Else (Kurzfilm)
- 2015: Fack ju Göhte 2
- 2015: Homeland (Fernsehserie, Folge The Tradition of Hospitality)
- 2015: Die Neue (Fernsehfilm)
- 2016: SOKO München (Fernsehserie, Folge Warmes Bier geht nicht)
- 2016: Dimitrios Schulze (Fernsehfilm)
- 2017: Einmal bitte alles
- 2017: Großstadtrevier (Fernsehserie, Folge Auf eigene Faust)
- 2017: Zaun an Zaun (Fernsehfilm)
- 2017: High Society
- 2017: Fack ju Göhte 3
- 2018: Einstein (Fernsehserie, Folge Optik)
- 2018: Letzte Spur Berlin (Fernsehserie, Folge Verspielt)
- 2019: Die Spezialisten – Im Namen der Opfer (Fernsehserie, Folge Fahnenflucht)
- 2021: Wild Republic (Fernsehserie, Folge Marvin & Jessica)
- 2021: Blutige Anfänger (Fernsehserie, 2 Folgen)
- 2022: Rumspringa – Ein Amish in Berlin
- 2023: Paradise
- 2023: Am Ende – Die Macht der Kränkung (Fernsehserie)
- 2023: Pulled Pork
- 2024: Chantal im Märchenland
- 2025: Crystal Wall (Fernsehserie)